# Mlada luna (roman)
Mlada luna (v izvirniku angleško New Moon) je druga knjiga iz serije štirih vampirskih romanov, ki jih je napisala Stephenie Meyer. Naslov prve je Somrak, tretje Mrk, četrte (in zadnje) pa Jutranja zarja.

## Zgodba
V drugem delu 17-letna Bella Swan opisuje svoje romantično razmerje z 108-letnim, popolnim, z večnim videzom 17-letnika in vegetarijanskim vampirjem Edwardom Cullenom (glej pod: Somrak (roman)). Vse pa se zaplete na zabavi za njen 18. rojstni dan, ko Edwardov brat Jasper, ki ima težave z vegetarijanskim slogom življenja, želi Bello ugrizniti. Edward jo sicer hitro reši, a se kljub temu odloči, da je čas, da se razideta. Pove ji, da je več ne ljubi, in ji obljubi, da se nikdar več ne bosta videla. Bella najprej od bolečine skoraj umre, a po nekaj mesecih trpljenja odkrije, da zmeraj, ko je v kakšni nevarnosti ali počne kaj nevarnega, sliši Edwardov glas. Da bi ga lahko slišala večkrat, kupi motor in prosi leto mlajšega znanca Jacoba Blacka, da ga popravi. Z Jacobom postaneta najboljša prijatelja, čeprav Bella ve, da si Jacob želi še več. Bellino srce se ponovno zlomi, ko se Jacob brez pojasnila preneha družiti z njo in se je izogiba. Po skritih poteh in ugankah Bella vendarle ugotovi, da ni padel v kremplje "kulta", kot je mislila sprva, temveč se je spremenil v volkodlaka. Pojasni ji, da ji ni smel povedati, kaj se dogaja, ker mu alfa tropa tega ni dovolil. Volkodlaki prebivalce branijo le pred svojim najhujšim sovražnikom: vampirji. Trop se trenutno sooča z velikimi problemi, saj neznani vampir lovi na njihovem območju, oni pa mu tega ne morejo preprečiti. Postopoma volkodlaki in Bella ugotovijo, da je ta vampir Victoria, ki se želi maščevati Belli za smrt svojega prijatelja Jamesa, ki ga je Edward ubil v Somraku, da bi rešil Bello. Ker si Bella želi slišati Edwardov glas, se odloči, da bo skočila s pečine, kar Jacob in njegovi prijatelji pogosto počnejo za zabavo. A zaradi nevihte jo voda skoraj odnese. V zadnjem trenutku jo reši Jacob in ji pove, da je eden najboljših prijateljev njenega očeta, Harry Clearwater, v bolnišnici zaradi srčnega napada, kasneje pa umre. Ko se Bella tega dne vrne domov, jo tam pričaka njena prijateljica, Edwardova sestra Alice Cullen (tudi vampirka), ki lahko vidi prihodnost in za katero je po odhodu Cullenovih mislila, da je ne bo videla nikdar več. Tako Bella izve, da je Alice videla njen skok s pečine in pohitela k njej. Izkaže se tudi, da ni videla, da jo je Jacob rešil, saj volkodlakov ne more videti. Naslednji dan pa Alice in Bella izvesta, se je Edward, ki mu je njegova druga sestra Rosalie povedala, da naj bi Bella umrla odpravil v Volterro (Italija). Razlog za to je, da prosi Volturije, nekakšno vampirsko kraljevo družino, naj ga ubijejo, da bi bil lahko skupaj z Bello. Alice in Bella zato pohitita v Italijo, da bi rešili Edwarda, ki želi Volturije s tem, da bi razkril skrivnost o vampirjih, pripraviti do tega, da bi ga ubili. Bella ga zadnji čas dohiti in mu dokaže, da je živa. Kljub temu morajo vsi trije pred Volturije. Ti so trije: Aro, Marcus in Caius. Izkaže se, da je Bella imuna na njihove posebne moči, prav tako kot na Edwardove, ki zna brati misli. Aro vse tri povabi, da bi se pridružili Volturijem, kar zavrnejo. A to pomeni, da Bella ne sme živeti, ker ve njihovo skrivnost. Alice prepriča Ara, da jo bodo kmalu spremenili v vampirko, zato lahko gredo. Ko so spet v Forksu, Edward prizna Belli resnico o svojem odhodu. Pojasni ji, da je odšel zato, da bi bila ona varna in da se ji je zlagal, ko je rekel, da je ne ljubi več. Bella mu oprosti, a želi, da jo Edward spremeni v vampirko, ta pa vztraja, da ne bo pogubil njene duše. Zato Bella organizira srečanje z njegovo družino, ki naj bi glasovala, ali naj postane vampirka ali ne. Edward in Rosalie vztrajata, da ne, Alice, Jasper, Emmett, Carlisle in Esme pa se strinjajo z Bello. Končno se odločijo, da jo bo po maturi spremenil Carlisle, ki je to počel že pri vseh ostalih članih svoje družine. Toda najprej morajo najti Victorio, Bella pa se želi spet spoprijateljiti z Jacobom, ki ne želi videti ne nje ne Cullenovih, ki so njegovi naravni sovražniki...

## Film
Glej tudi: Mlada luna (film, 2009)
V istoimenskem filmu so Bello, Jacoba in Edwarda upodobili Kristen Stewart, Taylor Lautner in Robert Pattinson.

## Prevodi
| Jezik         | Naslov                   | Angleško                  | Prevajalec               |
| ------------- | ------------------------ | ------------------------- | ------------------------ |
| hebrejščina   | מולד הירח                | New Moon/Moon's Birth     | Rachel Aharoni           |
| švedščina     | När jag hör din röst     | When I hear Your Voice    | Carina Jansson           |
| norveščina    | Under en ny måne         | Under a New Moon          | Kamara Colton            |
| francoščina   | Tentation                | Temptation                | Luc Rigoureau            |
| španščina     | Luna nueva               | New Moon                  | José Miguel Pallarés     |
| danščina      | Nymåne                   | New Moon                  | Tina Schmidt             |
| portugalščina | Lua Nova                 | New Moon                  | Ryta Vinagre             |
| estonščina    | Noorkuu                  | New Moon                  | Marge Paal               |
| latvanščina   | Jauns mēness             | New Moon                  | Ieva Elsberga            |
| litvanščina   | Jaunatis                 | New Moon                  | Viktorija Labuckienė     |
| bolgarščina   | Новолуние                | New Moon                  | Sylvia Dimitrova         |
| polščina      | Księżyc w nowiu          | New Moon                  | Joanna Urban             |
| romunščina    | Luna nouă                | New Moon                  | Stramtu Costel Claudiu   |
| nemščina      | Bis(s) zur Mittagsstunde | Until Noon (Bite at Noon) | ?                        |
| slovenščina   | Mlada luna               | New Moon                  | Urška Willewaldt         |
| grščina       | Νέα Σελήνη               | New Moon                  | Βασιλική Λατσίνου        |
| hrvaščina     | Mladi mjesec             | New Moon                  | Vladimir Cvetković Sever |